# Het boek van de goddelijke troost
Het boek van de goddelijke troost (Latijn: Liber benedictus, Duits: Das Buch der Göttlichen Tröstung) is een religieus-filosofisch traktaat in mystieke traditie, geschreven door Meester Eckhart in het Middelhoogduits. Het boek combineert het eenheidsdenken, trinitarisch gedachtegoed en visies op het menselijk lijden. De tekst van het boek is nog steeds actueel, vooral in relatie tot hedendaagse discussies over de Godsidee. Het werk werd geschreven in opdracht van Agnes van Oostenrijk.